# Engutoto (Arusha)
Engutoto ist ein Verwaltungsbezirk (Ward) des Distrikts Arusha (CC) in der tansanischen Region Arusha.

## Geografie
Engutoto liegt im Norden von Tansania. Es ist ein schmaler Bezirk im Süden der Stadt Arusha, der nördlich und südlich der Arusha Bypass Road liegt. Die Grenze im Westen bildet im nördlichen Teil die Njiro Road, im Süden der Fluss Themi. Die Grenze im Osten bildet der Fluss Kijenge.
Seine Nachbarbezirke sind im Norden Themi, im Westen Terrat und im Süden und im Osten Moshono sowie im Südosten der Distrikt Arusha Rural.
Bei der Volkszählung 2022 lebten hier 12.759 Menschen in 3160 Haushalten.

## Geschichte
Der Bezirk entstand im Jahr 2000 durch Abtrennung von Lemara (Terrat).

## Gliederung
Der Bezirk besteht aus sechs Stadtteilen (Mtaa):
- Block C1
- Block C2
- Block D
- Block F
- Block H
- Block J

## Wirtschaft und Infrastruktur
- Bildung: Die Engutoto Secondary School,[7] die Njiro Secondary School[8] und die Korona Secondary School[9] bilden Jugendliche bis zur 4. Stufe aus.
- Öffentliche Institutionen: Im Bezirk liegen VETA, die Berufsbildungsbehörde, TAEC, die tansanische Atomenergie-Kommission, die Finanzbehörde von Arusha sowie ESAMI, das Managementinstitut für Ost- und Südafrika.[4]